# Studio 8
Studio 8 is een van de studio's in het Hilversumse Media Park, gelegen in het Videocentrum. De NOS is eigenaar van deze studio.
In de studio bevindt zich een draaischijf waarop tot de verbouwing in 2012 de decors van Nieuwsuur (sinds 2010, daarvoor NOVA), het NOS Jeugdjournaal, en het Schooltv-weekjournaal zich bevonden. Het Journaaldecor (waar de uitzendingen van 18.00 uur en 20.00 uur vandaan kwamen) stond er naast. Door de rebranding van de NOS in 2012 moest de studio verbouwd worden. Het NOS Journaal en NOS Jeugdjournaal komen voortaan vanuit dezelfde studio; alleen de kleuren worden aangepast aan de stijl van het desbetreffende programma. Het midden van het decor kan tevens gedraaid worden; zo komt het decor van Nieuwsuur tevoorschijn. Bij de restyling van november 2016 verdween de draaischijf; sindsdien komen het NOS Journaal, het NOS Jeugdjournaal, en Nieuwsuur vanuit dezelfde studio.
Alle studio's van de NOS kennen door de jaren heen verschillende partijen die de uitzendingen van de omroep hebben mogen realiseren. Tot 1988 had de NOS zelf een facilitaire tak die de studio's beheerde en faciliteerde. In 1988 splitste deze tak af en ging verder als het Nederlands Omroepproduktie Bedrijf (NOB). De afdeling die zich bezighield met de journaals heette NOB TVJ. NOB TVJ leverde de technici en support aan de NOS. Samen met het bedrijfsonderdeel die de master control room (MCR) en de eindregies verzorgt werden ze in 2006 verkocht aan Technicolor. In 2012 nam Ericsson Technicolor over. Per 1 januari 2011 is de NOS wettelijk zelf volledig verantwoordelijk voor hoe zij het uitzendproces wenst vorm te geven en bij wie in te kopen. Sinds 1 januari 2017 levert EMG Nederland de faciliteiten en support voor alle NOS studio's. Het gedeelte van de MCR en de eindregies zijn bij Ericsson gebleven en zijn in november 2017 verdergegaan onder de naam Red Bee Media..

## Programma's opgenomen in studio 8
De huidige lijst aan programma's die hiervandaan worden uitgezonden en opgenomen zijn:
- NOS Journaal
- NOS Jeugdjournaal
- Nieuwsuur
- NOS Weer
- BVN-Weer
- NOS Studio Sport

Vroeger werden ook deze programma's er opgenomen:
- Schooltv-weekjournaal
- Nieuws? Uit de natuur!
- Zapp Weekjournaal

## Draaischijf
De decors van het NOS Jeugdjournaal of Nieuwsuur stonden op een grote draaischijf. Aparte camera's stonden naar de draaischijf gericht, zodat deze niet steeds verplaatst hoefden te worden. Met een druk op de knop kon zo de studio 'naar voren gehaald' worden die op dat moment nodig was. Het installeren van het naar voren gehaalde decor kost na het draaien ervan nog ruim tien minuten voordat het gebruiksklaar is.